# Ahrin Mishan
Ahrin Mishan (* in Los Angeles, Kalifornien) ist ein US-amerikanischer Komponist und Dokumentarfilmregisseur, der durch seine Kompositionen für Kinofilme wie Claire Dolan oder Birds of America international bekannt wurde.

## Leben und Karriere
Ahrin Mishan wurde in Los Angeles im Bundesstaat Kalifornien geboren. Nach seinem Master-Abschluss in Film und Anthropologie an der University of Southern California im Jahr (USC) studierte er in China, Indien und Südostasien Musik. Gemeinsam mit dem Regisseur Nick Rothenberg inszenierte er 1994 den halbstündigen Kurzdokumentarfilm Bui Doi: Life Like Dust. Dafür gewannen sie 1994 den IDA Award und 1995 den Best Documentary Short Award beim Santa Barbara International Film Festival.
Im Jahr 1998 wurde er auf dem Flanders International Film Festival gemeinsam mit dem britischen Komponisten Simon Fisher Turner für die Beste Filmmusik zum Drama Claire Dolan mit Katrin Cartlidge, Vincent D’Onofrio und Colm Meaney von Regisseur Lodge Kerrigan mit dem Georges Delerue-Preis ausgezeichnet. Im Jahr 2002 komponierte er für den Filmemacher Ramin Serry die Musik zu dessen Kinoproduktion Maryam. 
2008 beauftragte ihn der Regisseur Craig Lucas die Filmmusik für seinen Film Birds of America zu schreiben, einem Drama mit Matthew Perry, Ben Foster und Ginnifer Goodwin in den Hauptrollen. 2011 arbeitete er als Komponist erneut für Ramin Serry. Dieses Mal für die Komödie Loveless. 
Neben seiner Arbeit für den Film komponierte Mishan auch die Musik für zahlreiche Episoden der Serien Ed – Der Bowling-Anwalt oder Whoopi. Darüber hinaus hat er zusammen mit dem Sound-Designer Nathaniel Reichman und Marshall Grupp auch an zahlreichen TV-Werbespots gearbeitet.
Heute lebt und arbeitet Ahrin Mishan in New York.

## Auszeichnungen
- 1994: IDA Award in der Kategorie Short Documentaries bei der International Documentary Association für Bui Doi: Life Like Dust gemeinsam mit Nick Rothenberg
- 1995: Auszeichnung in der Kategorie Best Documentary Short Award beim Santa Barbara International Film Festival für Bui Doi: Life Like Dust gemeinsam mit Nick Rothenberg
- 1998: Georges Delerue-Preis in der Kategorie Beste Filmmusik beim Flanders International Film Festival für Claire Dolan gemeinsam mit Simon Fisher Turner[7]

## Filmografie (Auswahl)
als Komponist

### Kino
- 1998: Claire Dolan
- 2002: Maryam
- 2008: Birds of America
- 2011: Loveless

### Fernsehen
- 2001: Fling (Fernsehserie, 2 Episoden)
- 2001–2004: Ed – Der Bowling-Anwalt (Fernsehserie, 60 Episoden)
- 2003–2004: Whoopi (Fernsehserie, 21 Episoden)

### Kurz- oder Dokumentarfilme
- 2007: The End of Magic (Kurzfilm)
- 2007: Moving Midway (Dokumentarfilm)

als Regisseur
- 1994: Bui Doi: Life Like Dust (Kurzdokumentarfilm)